# Cymbopetalum oppositiflorum
Cymbopetalum oppositiflorum är en kirimojaväxtart som beskrevs av Leandro Aristeguieta och Nancy A. Murray. Cymbopetalum oppositiflorum ingår i släktet Cymbopetalum, och familjen kirimojaväxter. Inga underarter finns listade i Catalogue of Life.